# Тьєррі Ланґер
Тьєррі Ланґер (24 жовтня 1991 , Мальмеді, Валлонія ) — бельгійський лижник і біатлоніст. Учасник зимових Олімпійських ігор 2018 року на дистанції 15 кілометрів вільним стилем.

## Результати за кар'єру в лижних перегонах
Усі результати наведено за даними Міжнародної федерації лижного спорту.

### Олімпійські ігри
| Змагання                        | Спринт        | Спринт         | 15 км         | 15 км          | Перегони пер. (скіатлон) 2 × 15 км | 50 км | Естафета | Естафета  |
| Змагання                        | вільн. стилем | класич. стилем | вільн. стилем | класич. стилем | Перегони пер. (скіатлон) 2 × 15 км | 50 км | Спринт   | 4 × 10 км |
| Олімпійські ігри 2018 Пхьончхан | Не пров.      | -              | 66            | Не пров.       | —                                  | —     | -        | -         |

### Чемпіонати світу
| Змагання   | Спринт        | Спринт         | 15 км         | 15 км          | Перегони пер. (скіатлон) 2 × 15 км | 50 км | Естафета | Естафета  |
| Змагання   | вільн. стилем | класич. стилем | вільн. стилем | класич. стилем | Перегони пер. (скіатлон) 2 × 15 км | 50 км | Спринт   | 4 × 10 км |
| 2017 Лахті | 84            | Не пров.       | Не пров.      | -              | -                                  | -     | —        | —         |

## Результати за кар'єру в біатлоні
Усі результати наведено за даними Міжнародного союзу біатлоністів.

### Чемпіонати світу
| Змагання                  | Інд. перегони | Спринт | Перегони пер. | Мас-старт | Естафета | Змішана ес. | Од. змішана ес. |
| ------------------------- | ------------- | ------ | ------------- | --------- | -------- | ----------- | --------------- |
| Рупольдинґ 2012           | 119           | 128    | —             | —         | 26       | —           | Не пров.        |
| Нове Место 2013           | 111           | 122    | —             | —         | –        | —           | Не пров.        |
| Конхіолахті 2015          | 98            | 110    | -             | -         | -        | -           | Не пров.        |
| Осло 2016                 | 84            | 84     | —             | —         | 24       | —           | Не пров.        |
| Гохфільцен 2017           | 77            | 90     | -             | -         | -        | -           | Не пров.        |
| Естерсунд 2019            | 88            | 89     | —             | —         | 23       | —           | —               |
| Антгольц-Антерсельва 2020 | 38            | 75     | –             | —         | 19       | 25          | -               |
| Поклюка 2021              | 77            | 59     | 44            | -         | 23       | 21          | -               |

### Кубки світу
- Найвище місце в загальному заліку: 60-те 2020 року.
- Найвище місце в окремих перегонах: 15-те.

#### Підсумкові місця в Кубку світу за роками
| Сезон     | Заг. залік | Спринт | Перегони пер. | Інд. перегони | Мас-старт |
| 2019-2020 | 60         | 54     | 51            | 62            | -         |
| 2020-2021 | 61         | 48     | -             | -             | -         |